# اولریش سالکو
اولریش سالکو (سوئدی: Ulrich Salchow؛ ۷ اوت ۱۸۷۷ – ۱۹ آوریل ۱۹۴۹) اسکیت‌باز نمایشی اهل سوئد بود.
از افتخارات وی میتوان به کسب مدال طلا اسکیت نمایشی در بازی‌های المپیک تابستانی ۱۹۰۸ اشاره کرد.